# Guaco

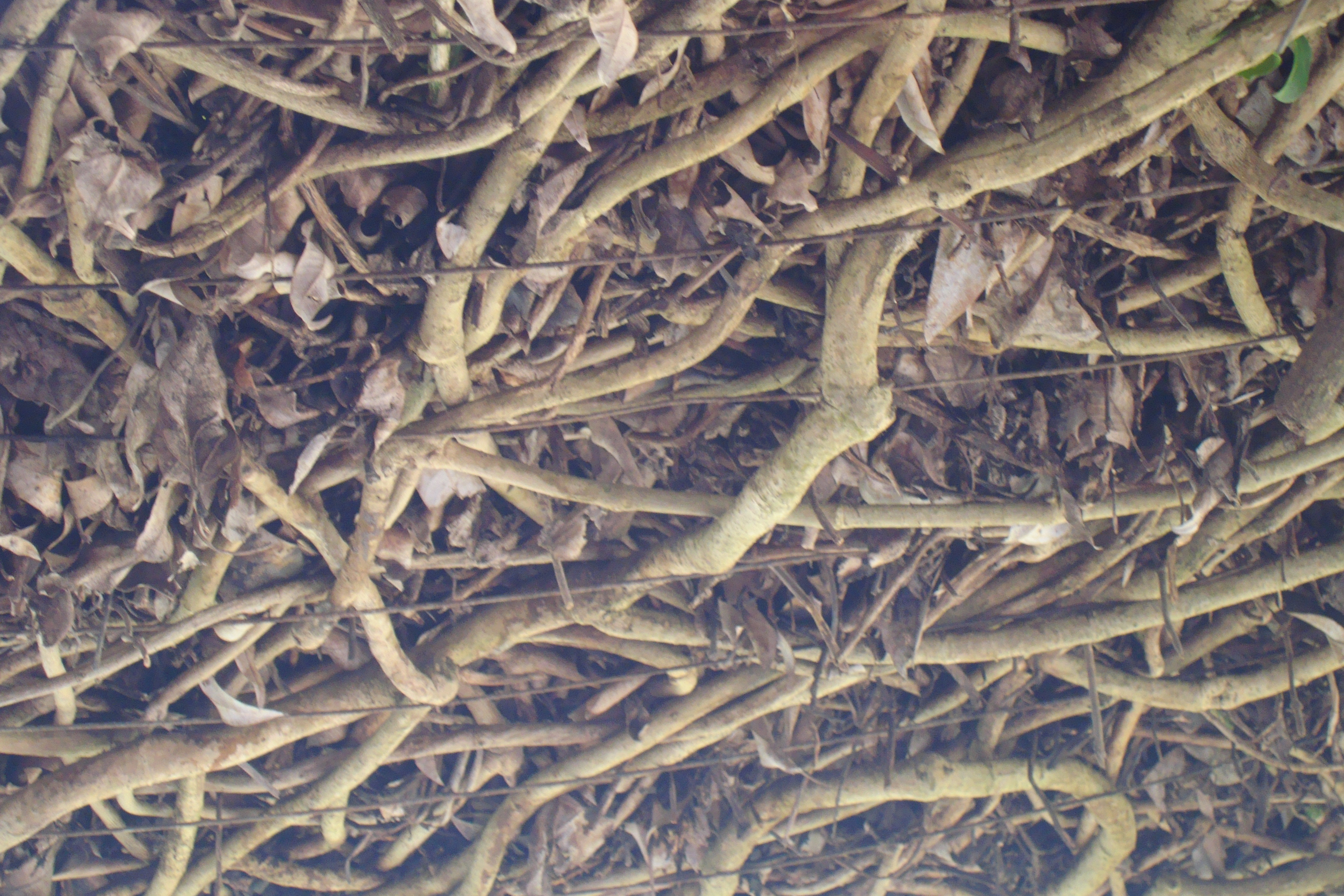
Detalhe de um caramanchão de guaco.

O guaco ou erva de bruxa (Mikania glomerata Spreng.) é um tipo de planta medicinal utilizado contra gripe, rouquidão, infecção na garganta, tosse, e bronquite. O guaco, também conhecido em outras regiões como guaco-cheiroso, cipó-almecega, cipó-caatinga ou erva-de-cobra, é uma espécie nativa do Brasil, e é cultivada em todo o território nacional, mas, em maior quantidade em regiões da Mata Atlântica. O habitat natural dessa planta é em bordas de rios, matas primárias e planícies suscetíveis à inundação.

## Propriedades medicinais
A planta é também conhecida como erva-de-serpentes, cipó-catinga ou erva-de-cobra. O guaco sempre foi muito conhecido pelos índios brasileiros, que usavam a planta para combater o veneno das serpentes (daí vêm alguns dos seus nomes populares). Ainda hoje, em algumas regiões do Brasil, o macerado das folhas é aplicado em forma de cataplasma sobre picadas de cobras e outros animais peçonhentos. Existe também a tradição de usar a planta fresca e nova (cujas folhas emanam um aroma intenso e agradável) para manter as cobras afastadas.
O uso do guaco como planta medicinal é muito antigo. Em 1870, chegou a ser criado um produto preparado com hastes e folhas da planta - era o O podeldo de Guaco que durante décadas foi considerado um "santo remédio" contra bronquite, tosse e reumatismo.
Popularmente, o guaco continua sendo usado para tratar reumatismo, infecções intestinais e cicatrizar ferimentos.
A planta não apresenta princípios tóxicos, entretanto, deve ser usada com cautela, evitando-se todo tipo de excesso. Para o uso em crianças, é recomendável sempre a metade da dose indicada para os adultos.
Essa é uma boa planta para o preparo de xaropes e chás, com fins de cessar a tosse e rouquidão, muitas receitas caseiras podem ser feitas a partir da folha do guaco.

## Cultivo
No plantio, recomenda-se solo arenoso e rico em matéria orgânica. O plantio se faz por estacas de caule que apresentem pelo menos dois nós. Após o enraizamento, a muda deve ser transplantada para um local que lhe sirva de suporte. No caso de optar-se pelo plantio em vasos ou jardineiras, é necessário providenciar um apoio.
Por ser uma planta relativamente rústica, o guaco não exige muitos cuidados. Para garantir um crescimento robusto, é recomendável, por ocasião do plantio, incorporar ao solo uma adubação com húmus de minhoca. Nos períodos de seca é importante estar atento para manter a terra úmida, irrigando sempre que necessário, mas evitando encharcamentos.
Tanto as folhas como as flores podem ser usados com finalidades medicinais. A colheita se dá normalmente seis meses após o plantio, quando é possível colher as primeiras folhas.

## Sinonímia
- Cocalia trilobata
- Eupatropium bupleurifolium
- Mikania amara
- Mikania aspera
- Mikania attenuata
- Mikania cordifolia
- Mikania guaco
- Mikania hederaesfolia
- Mikania laevigata
- Mikania populifolia
- Mikania satueiaefolia
- Mikania triangularis
- Willoughbya glomerata
- Willoughbya parviflora